# Fundació Privada Olga Torres
La Fundació Privada Olga Torres és una entitat dedicada a promoure la investigació d'alt nivell dins del marc universitari del càncer i la seva relació amb alteracions immunològiques. L'entitat impulsa la recerca científica, tecnològica i social, amb centres d'investigació o d'instituts especialitzats mitjançant el finançament directe de projectes específics d'anàlisi i tractament oncològic relacionats amb malalties immunomediades. Creà la fundació Dionís Torres Segura, pare d'Olga Torres Masana (Sabadell, 1956-2002), que morí d'una malaltia autoimmunitària que li va provocar diferents processos cancerígens. El 2017 se li va concedir la Creu de Sant Jordi.